# Чікал Юрій Дмитрович
Ю́рій Дми́трович Чікал (нар. 21 лютого 1983, село Нові Бросківці, Сторожинецький район, Чернівецька область — пом. 31 липня 2014, смт Георгіївка, Луганська область) — український військовик, учасник російсько-української війни.

## Життєпис
8 квітня 2014 року мобілізований до військової частини в м. Чернівці. Юрій Чікал працював вчителем у Старобросківецькій середній школі, був заступником директора школи. Єдиний син у матері, його поважали й любили односельці.
Мати Юрія Чікала, Марія Георгіївна Кордубан, їздила з гуманітарною допомогою на схід країни, але син був лише за 40 кілометрів, саме під Щастям, куди буковинців з гуманітарним вантажем зі зрозумілих причин не пустили.
31 липня 2014 року Юрій Чікал загинув у селі Георгіївка Луганської області внаслідок осколкових поранень тіла та вибухової травми під час виконання бойового завдання в АТО. Поховали Юрія Чікала на Сторожинеччині.

## Нагороди та вшанування
За особисту мужність і героїзм, виявлені у захисті державного суверенітету та територіальної цілісності України, вірність військовій присязі під час російсько-української війни, відзначений — нагороджений
- 4 червня 2015 року — орденом «За мужність» III ступеня (посмертно).
- в травні 2016 року на фасаді Старобросковецького навчально-виховного комплексу відкрито пам'ятну дошку Юрію Чікалу.
- нагрудним знаком «За оборону Луганського аеропорту»